# تي في فانكاتاشالا شاستري
تي في فانكاتاشالا شاستري (بالإنجليزية: T. V. Venkatachala Sastry)‏‏ (26 أغسطس 1933 - ) صحفي من الهند.